# Calcio ai Giochi della XXXI Olimpiade
Il torneo di calcio della XXXI Olimpiade è stato il ventiseiesimo torneo olimpico, nel calcio maschile, ed il sesto nel calcio femminile. Si è svolto dal 3 al 20 agosto 2016 in sei città (Rio de Janeiro, San Paolo, Brasilia, Belo Horizonte, Manaus e Salvador).

## Qualificazione

### Uomini
Oltre a quella del Brasile, nazione ospitante, 15 squadre nazionali maschili si sono qualificate da sei confederazioni continentali.
| Torneo di qualificazione                        | Date                           | Luogo               | Posti | Qualificate   |
| ----------------------------------------------- | ------------------------------ | ------------------- | ----- | ------------- |
| Paese ospitante                                 | 2 ottobre 2009                 | Danimarca           | 1     | Brasile       |
| Campionato sudamericano di calcio Under-20 2015 | 14 gennaio – 7 febbraio 2015   | Uruguay             | 1     | Argentina     |
| Campionato europeo di calcio Under-21 2015      | 17 – 30 giugno 2015            | Rep. Ceca           | 4     | Danimarca     |
| Campionato europeo di calcio Under-21 2015      | 17 – 30 giugno 2015            | Rep. Ceca           | 4     | Germania      |
| Campionato europeo di calcio Under-21 2015      | 17 – 30 giugno 2015            | Rep. Ceca           | 4     | Portogallo    |
| Campionato europeo di calcio Under-21 2015      | 17 – 30 giugno 2015            | Rep. Ceca           | 4     | Svezia        |
| Calcio ai Giochi del Pacifico 2015              | 3 – 17 luglio 2015             | Papua Nuova Guinea  | 1     | Figi          |
| Torneo preolimpico CONCACAF 2015                | 1 – 13 ottobre 2015            | Stati Uniti         | 2     | Honduras      |
| Torneo preolimpico CONCACAF 2015                | 1 – 13 ottobre 2015            | Stati Uniti         | 2     | Messico       |
| Coppa d'Africa Under-23 2015                    | 28 novembre – 12 dicembre 2015 | Senegal             | 3     | Algeria       |
| Coppa d'Africa Under-23 2015                    | 28 novembre – 12 dicembre 2015 | Senegal             | 3     | Nigeria       |
| Coppa d'Africa Under-23 2015                    | 28 novembre – 12 dicembre 2015 | Senegal             | 3     | Sudafrica     |
| Coppa d'Asia AFC Under-23 2016                  | 12 – 30 gennaio 2016           | Qatar               | 3     | Iraq          |
| Coppa d'Asia AFC Under-23 2016                  | 12 – 30 gennaio 2016           | Qatar               | 3     | Giappone      |
| Coppa d'Asia AFC Under-23 2016                  | 12 – 30 gennaio 2016           | Qatar               | 3     | Corea del Sud |
| Play-off CONCACAF-CONMEBOL                      | 25 – 29 marzo 2016             | Barranquilla Frisco | 1     | Colombia      |
| Totale                                          |                                |                     | 16    |               |

### Donne
Oltre a quella del Brasile, nazione ospitante, 11 squadre nazionali femminili si sono qualificate da sei confederazioni continentali.
| Torneo di qualificazione                                                       | Date                       | Luogo              | Posti | Qualificate   |
| ------------------------------------------------------------------------------ | -------------------------- | ------------------ | ----- | ------------- |
| Paese ospitante                                                                | 2 ottobre 2009             | Danimarca          | 1     | Brasile       |
| Copa América Femenina                                                          | 11 – 28 settembre 2014     | Ecuador            | 1     | Colombia      |
| Campionato mondiale femminile di calcio 2015 (ammesse solo formazioni europee) | 6 giugno – 5 luglio 2015   | Canada             | 2     | Francia       |
| Campionato mondiale femminile di calcio 2015 (ammesse solo formazioni europee) | 6 giugno – 5 luglio 2015   | Canada             | 2     | Germania      |
| Torneo preolimpico femminile CAF 2015                                          | 2 – 18 ottobre 2015        | Più paesi          | 2     | Sudafrica     |
| Torneo preolimpico femminile CAF 2015                                          | 2 – 18 ottobre 2015        | Più paesi          | 2     | Zimbabwe      |
| Torneo preolimpico femminile OFC 2016                                          | 23 gennaio 2016            | Papua Nuova Guinea | 1     | Nuova Zelanda |
| Torneo preolimpico femminile CONCACAF 2016                                     | 10 – 21 febbraio 2016      | Stati Uniti        | 2     | Canada        |
| Torneo preolimpico femminile CONCACAF 2016                                     | 10 – 21 febbraio 2016      | Stati Uniti        | 2     | Stati Uniti   |
| Torneo preolimpico femminile AFC 2016                                          | 29 febbraio – 9 marzo 2016 | Giappone           | 2     | Australia     |
| Torneo preolimpico femminile AFC 2016                                          | 29 febbraio – 9 marzo 2016 | Giappone           | 2     | Cina          |
| Torneo preolimpico femminile UEFA 2016                                         | 2 – 9 marzo 2016           | Paesi Bassi        | 1     | Svezia        |
| Totale                                                                         |                            |                    | 12    |               |

## Stadi
|                                                              | Brasilia                                                         | San Paolo                                                        |
| Stadio nazionale Mané Garrincha                              | Arena Corinthians                                                |                                                                  |
| 15°47′00.6″S 47°53′56.99″W                                   | 23°32′43.91″S 46°28′24.14″W                                      |                                                                  |
| Spettatori: 69 349 Ristrutturato per la Coppa del Mondo 2014 | Spettatori: 48 234 Nuovo stadio per la Coppa del Mondo 2014      |                                                                  |
|                                                              |                                                                  |                                                                  |
| Belo Horizonte                                               | Belo Horizonte Brasilia San Paolo Rio de Janeiro Salvador Manaus | Belo Horizonte Brasilia San Paolo Rio de Janeiro Salvador Manaus |
| Mineirão                                                     | Belo Horizonte Brasilia San Paolo Rio de Janeiro Salvador Manaus | Belo Horizonte Brasilia San Paolo Rio de Janeiro Salvador Manaus |
| 19°51′57″S 43°58′15″W                                        | Belo Horizonte Brasilia San Paolo Rio de Janeiro Salvador Manaus | Belo Horizonte Brasilia San Paolo Rio de Janeiro Salvador Manaus |
| Spettatori: 58 170 Ristrutturato per la Coppa del Mondo 2014 | Belo Horizonte Brasilia San Paolo Rio de Janeiro Salvador Manaus | Belo Horizonte Brasilia San Paolo Rio de Janeiro Salvador Manaus |
|                                                              | Belo Horizonte Brasilia San Paolo Rio de Janeiro Salvador Manaus | Belo Horizonte Brasilia San Paolo Rio de Janeiro Salvador Manaus |
| Salvador                                                     | Belo Horizonte Brasilia San Paolo Rio de Janeiro Salvador Manaus | Belo Horizonte Brasilia San Paolo Rio de Janeiro Salvador Manaus |
| Itaipava Arena Fonte Nova                                    | Belo Horizonte Brasilia San Paolo Rio de Janeiro Salvador Manaus | Belo Horizonte Brasilia San Paolo Rio de Janeiro Salvador Manaus |
| 12°58′43″S 38°30′15″W                                        | Belo Horizonte Brasilia San Paolo Rio de Janeiro Salvador Manaus | Belo Horizonte Brasilia San Paolo Rio de Janeiro Salvador Manaus |
| Spettatori: 51 900 Nuovo stadio per la Coppa del Mondo 2014  | Belo Horizonte Brasilia San Paolo Rio de Janeiro Salvador Manaus | Belo Horizonte Brasilia San Paolo Rio de Janeiro Salvador Manaus |
|                                                              | Belo Horizonte Brasilia San Paolo Rio de Janeiro Salvador Manaus | Belo Horizonte Brasilia San Paolo Rio de Janeiro Salvador Manaus |
| Manaus                                                       | Rio de Janeiro                                                   | Rio de Janeiro                                                   |
| Arena da Amazônia                                            | Stadio olimpico João Havelange                                   | Stadio Maracanã                                                  |
| 3°04′59″S 60°01′41″W                                         | 22°53′35.42″S 43°17′32.17″W                                      | 22°54′43.8″S 43°13′48.59″W                                       |
| Spettatori: 40 549 Nuovo stadio per la Coppa del Mondo 2014  | Spettatori: 60 000 Ristrutturato per le olimpiadi del 2016       | Spettatori: 74 738 Ristrutturato per la Coppa del Mondo 2014     |
|                                                              |                                                                  |                                                                  |